# Liceum Ogólnokształcące im. Adama Mickiewicza w Opolu Lubelskim
Liceum Ogólnokształcące im. Adama Mickiewicza w Opolu Lubelskim – liceum ogólnokształcące znajdujące się w Opolu Lubelskim.

## Historia
20 września 1944 roku Józef Kalinowski uzyskał zgodę Kuratorium na otwarcie prywatnego gimnazjum i liceum w Opolu Lubelskim. Szkoła początkowo mieściła się w „Domu Macierzy Szkolnej”, ale z powodu bardzo złych warunków lokalowych, zdecydowano o remoncie pałacu Lubomirskich i przeniesieniu tam szkoły.
Rok szkolny rozpoczęto 19 października, a zajęcia zaczęły się odbywać od 27 października 1944. Pierwszy rok nauki rozpoczęło 163 uczniów na trzech poziomach (klasy IV nie utworzono).
Szkoła, jako placówka prywatna, pobierała czesne. W pierwszym roku czesne wynosiło 150 zł miesięcznie. Mogło być opłacone towarami spożywczymi.
Od pierwszego roku w szkole działały PCK, ZHP, kółka taneczne i sportowe.
1 października 1946 szkoła została upaństwowiona, a na początku 1947 roku przeniesiona do wyremontowanego dawnego pałacu Lubomirskich.
Pierwszy egzamin maturalny odbył się w 1949 roku, maturę zdawało 17 osób.
W 1959 oficjalnie nadano szkole sztandar i imię Adama Mickiewicza.
Do roku 2004 szkołę ukończyło 4537 uczniów. W Liceum pracowało ponad 160 nauczycieli.

## Sławni uczniowie
- Małgorzata Ostrowska-Królikowska (1984)

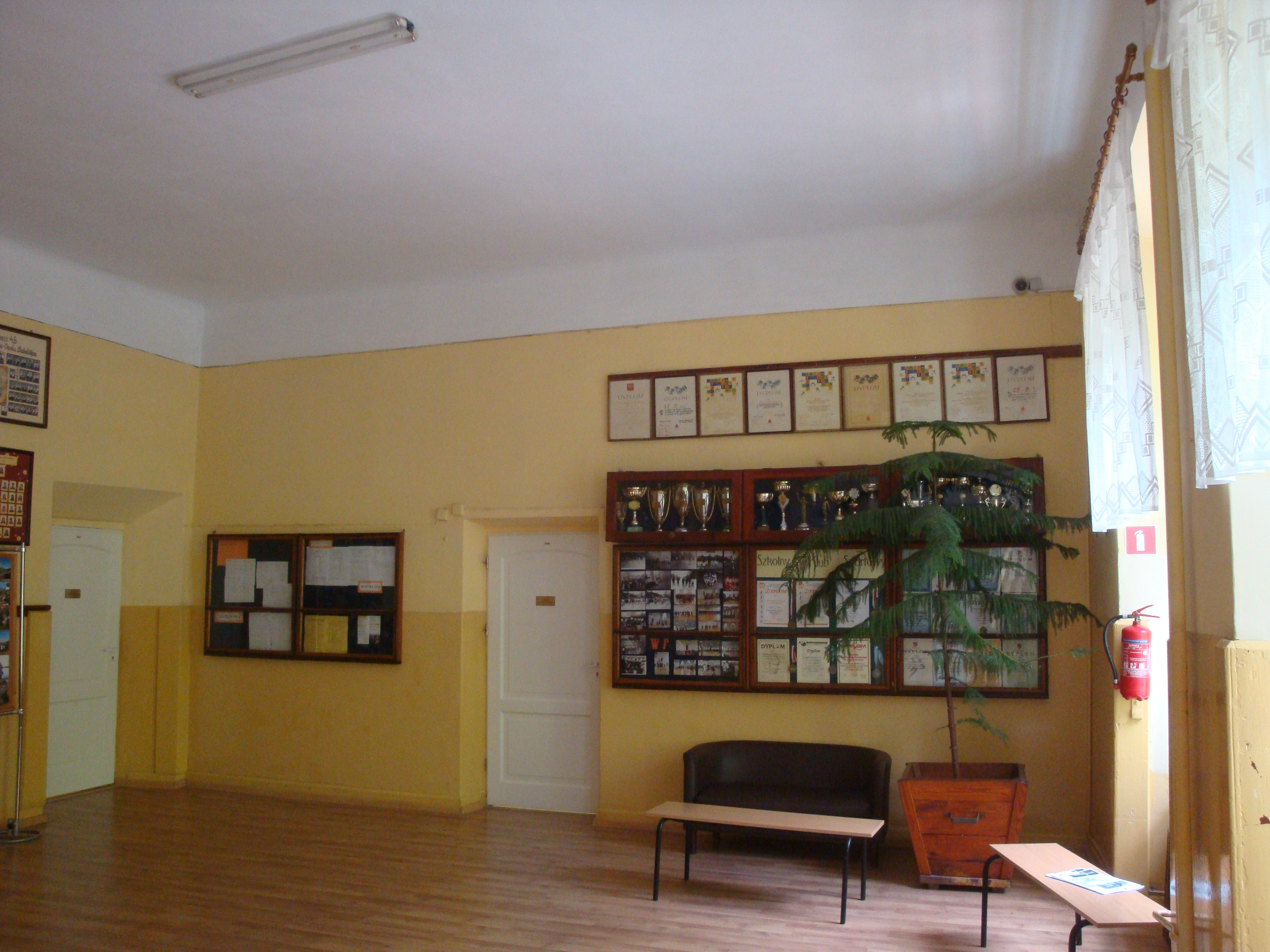
Korytarz szkolny

- Lech Nikolski (1974)
- Mirosław Mordel (1979)[1]